# Bonifaz Natter

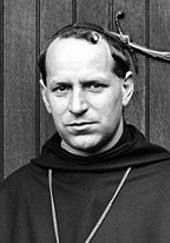
Bonifaz Natter

Bonifaz Natter (geboren als Anton Natter, auch Boniface Natter; * 24. April 1866 in Moosbeuren, Württemberg; † 4. August 1906 vor Cartagena) war ein Benediktinermönch und Abt des wiedererrichteten Klosters Buckfast Abbey in Buckfastleigh, Devonshire.

## Leben
Als Klosterschüler kam Anton Natter bereits mit zwölf Jahren in die französische Benediktinerabtei La Pierre-qui-Vire und kurz darauf über Stationen in Ramsgate und Leopardstown als Novize in die 1882 wiedererrichtete Abtei Buckfast. Hier legte er am 30. November 1883 seine einfachen Gelübde ab, am 3. Mai 1887 die feierlichen Gelübde. Am 23. November 1890 empfing Natter durch Bischof William Vaughan von Plymouth die Priesterweihe. Mit 34 Jahren ging er 1900 als Konsultor des Generalabts nach Subiaco. Am 19. November 1902 wurde er zum ersten Abt der Abtei Buckfast gewählt, am 17. Dezember bestätigt, am 14. Januar 1903 installiert und am 24. Februar 1903 durch Bischof Charles Graham benediziert. Natter war damit der erste Abt, in kanonischer Sukzession, einer unter Heinrich VIII. aufgelösten Abtei.

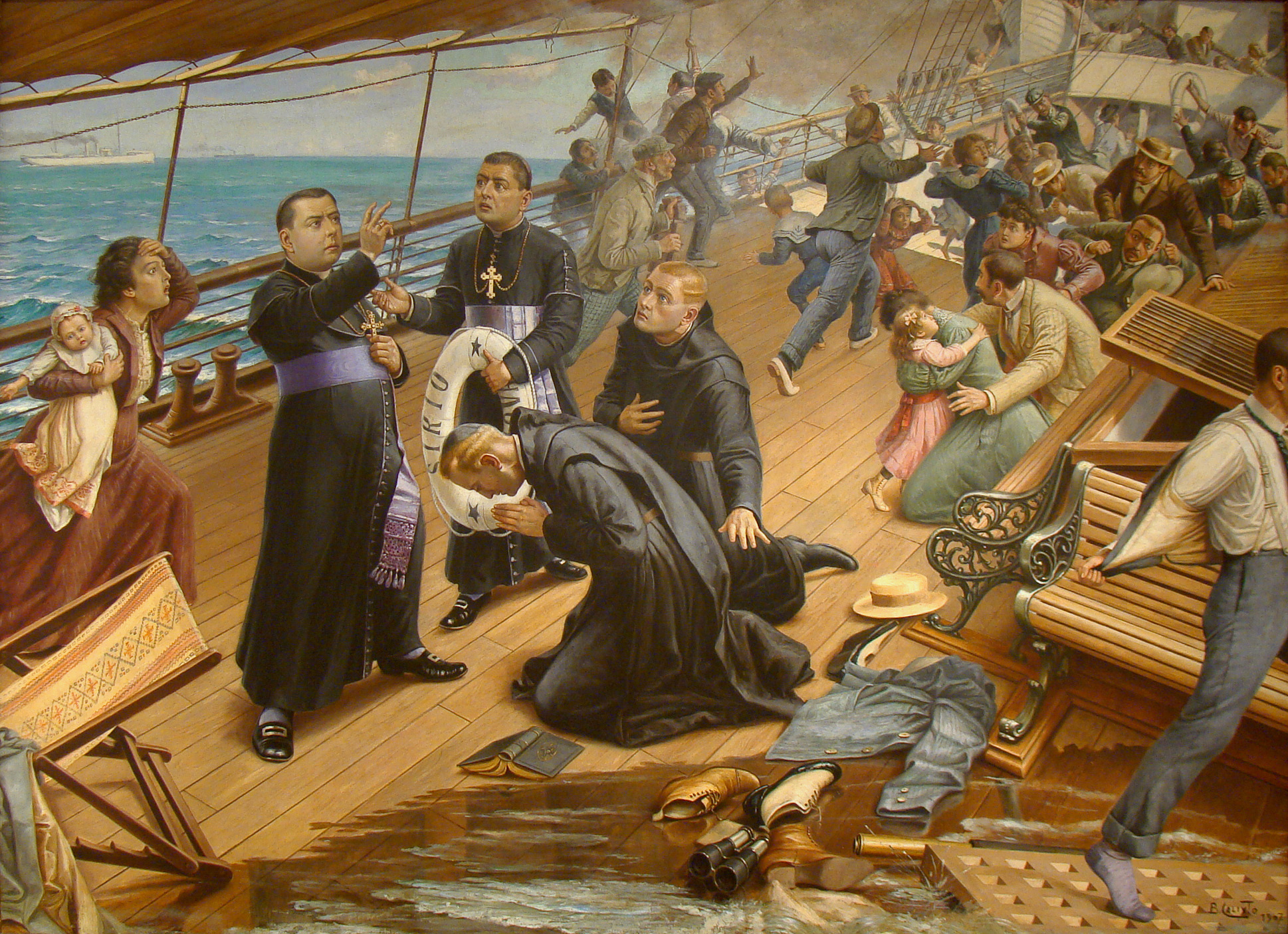
Benedito Calixto: Der Untergang der Sirio, Ölgemälde, 1907; auf dem untergehenden Schiff segnet ein Bischof zwei kniende Benediktiner (Natter – gebeugt, mit Pileolus – und Vonier)

Auf einer Reise als Visitator der Territorialabtei Subiaco des Benediktinerordens zu einer Tochtergründung in Argentinien kam Natter am 4. August 1906 bei einem Schiffsunglück ums Leben, als sein Schiff, die Sirio, im Mittelmeer vor der spanischen Südostküste sank. Sein Leichnam wurde nie gefunden. Sein Begleiter Ansgar Vonier überlebte den Schiffbruch und führte den Aufbau der Abtei als sein Nachfolger fort.